# OPCALIA
Association loi de 1901, Opcalia est un organisme paritaire collecteur agréé (OPCA) par l’État français pour collecter les cotisations annuelles des entreprises au titre de la formation professionnelle continue des salariés.
OPCA de branches, Opcalia est aussi l’un des deux OPCA interprofessionnels agréés. À ce titre, les entreprises de tout secteur d’activité non couvertes par un OPCA de branches peuvent choisir de cotiser et faire appel à ses services.

## Historique
- Mai 2007 : deux OPCA, OPCAREG et OPCIB, fusionnent pour devenir Opcalia[1],[2].
- Novembre 2011 : agrément d’Opcalia par l’État pour devenir à la fois un OPCA interprofessionnel et un OPCA de branches[3].
- Depuis le 1er janvier 2016, Opcalia est habilité à collecter la taxe d’apprentissage. Cette nouvelle mission est confiée à son délégataire, Octalia[4].
- Depuis le 31 mars 2019, l'OPCA Opcalia fait partie d'AKTO, l'OPCO destinée aux entreprises et salariés à forte intensité de main d’œuvre.
- Depuis le 1er avril 2019, les 20 O.P.C.A. vont progressivement laisser place à 11 nouveaux OPCO (Opérateurs de compétences), dans le cadre de la loi "pour la liberté de choisir son avenir professionnel", qui réforme en profondeur le système de la formation professionnelle.

## Organisation
Organisme paritaire, Opcalia est géré par un conseil d'administration composé à parts égales de représentants du MEDEF et de représentants de plusieurs syndicats de salariés (CFDT, CFE-CGC, CFTC, CGT, CGT-FO). Ils sont élus pour deux ans dans le cadre de mandats renouvelables. Depuis le 23 juin 2016, le conseil d’administration a nommé  Marie RUSSO (CFE-CGC) présidente d’Opcalia et Brigitte DUMONT (Unetel-RST), vice-présidente,

## Représentation
Avec 30 branches professionnelles adhérentes et 10 secteurs d’activité partenaires, Opcalia représente une collecte annuelle de 659 millions d'euros (en 2013). Sont adhérentes quelque 95 000 entreprises, soit près de 3 millions de salariés.
Opcalia emploie 830 salariés répartis dans 27 délégations régionales, y compris dans les départements d’Outre-mer (DOM).
- Les 30 branches professionnelles adhérentes : 3D (désinfection, désinsectisation et dératisation), activités du déchet, Banque populaire, caoutchouc, chaussure, coopératives de consommateurs, couture, cordonnerie, cristallerie, cuir & peaux, énergie & environnement, enseignement privé, entretien textile, esthétique, habillement, industrie avicole, industrie du verre mécanique, industrie du jouet et de la puériculture, manutention et nettoyage aéroportuaire, manutention et nettoyage ferroviaire, maroquinerie, prévention & sécurité, propreté & services associés, prothésistes dentaires, service de l’eau, recyclage, service funéraire, télécoms, textile et transport aérien.
- Les 10 secteurs d'activités partenaires : assainissement, associations et entreprises d’insertion, autoroutes, entreprises adaptées, organismes de formation, groupements d'employeurs pour l'insertion et la qualification (GEIQ), groupements d’employeurs, jeux vidéo, médecine du travail et sport.

## Activités
En France, avec les cotisations annuelles des entreprises, Opcalia finance la formation professionnelle à travers différents dispositifs : Plan de formation, Période et Contrat de professionnalisation, DIF et Compte Personnel de Formation, Bilan de compétences, Validation des acquis de l’expérience.
Dans les départements d’outre-mer, à l'exception des secteurs du BTP, de l'agriculture et de la coopérative agricole, les cotisations annuelles des entreprises au titre de la formation professionnelle doivent être versées à un OPCA interprofessionnel, Opcalia ou Agefos-PME.
Présent dans les cinq départements d’Outre-mer (Guadeloupe, Guyane, La Réunion, Martinique, Mayotte), Opcalia a mis en place, en partenariat avec le ministère de l’Outre-mer, LADOM (Agence pour la Mobilité en Outre-mer) et le SMA (service militaire adapté), le dispositif ProDom destiné à faciliter l’accès à l’emploi des jeunes ultramarins,,,.
Dans le cadre de la loi no 2014-288 du 5 mars 2014 relative à la « formation professionnelle, à l'emploi et à la démocratie sociale », les OPCA deviennent, à partir du 1er janvier 2015, les collecteurs de la taxe d’apprentissage (à la place des OCTA), du congé individuel de formation (à la place du Fongecif). Pour collecter la taxe d’apprentissage, Opcalia, en partenariat avec l’UNIPE et le MEDEF, a créé Octalia, une fédération de collecteurs qui compte actuellement 10 membres, dont UNIPE, sept MEDEF territoriaux (Alsace, Aquitaine, IDF, Lorraine, NPDC, PACA, RA), AIDA et ASP (lié à l’enseignement catholique).